# アフリカネイションズカップ1959
アフリカネイションズカップ1959(1959 African Cup of Nations)は、第2回目のアフリカネイションズカップであり、アフリカ各国の代表チームによって争われるサッカーの大会である。アラブ連合の首都カイロのアルアリスタジアムで1959年5月22日から29日にかけて行われ、開催国のアラブ連合が2連覇を決めた。

## 出場国

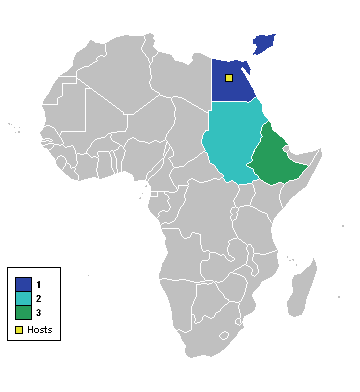
出場国

- アラブ連合共和国 (開催国)
- スーダン
- エチオピア

## 試合会場
| カイロ             |
| ------------------ |
| アルアリスタジアム |
|                    |

## 本大会
|                  | 点 | 試 | 勝 | 分 | 負 | 得 | 失 | 差 |
| ---------------- | -- | -- | -- | -- | -- | -- | -- | -- |
| アラブ連合共和国 | 4  | 2  | 2  | 0  | 0  | 6  | 1  | +5 |
| スーダン         | 2  | 2  | 1  | 0  | 1  | 2  | 2  | 0  |
| エチオピア       | 0  | 2  | 0  | 0  | 2  | 0  | 5  | -5 |

| 1959年5月22日 |

| アラブ連合共和国                                      | 4 - 0 | エチオピア |
| エル＝ゴハリ 29分, 42分, 73分 · エル＝シェルビニ 64分 |       |            |

| アルアリスタジアム（カイロ） |

| 1959年5月25日 |

| スーダン      | 1 - 0 | エチオピア |
| ドリッサ 40分 |       |            |

| アルアリスタジアム（カイロ） |

| 1959年5月29日 |

| アラブ連合共和国    | 2 - 1 | スーダン        |
| バヘエグ 12分, 89分 |       | マンズール 65分 |

| アルアリスタジアム（カイロ） |

| アフリカネイションズカップ1959優勝国 |
| ------------------------------------ |
| · アラブ連合共和国 · 2回目           |